# Sclérotinisation

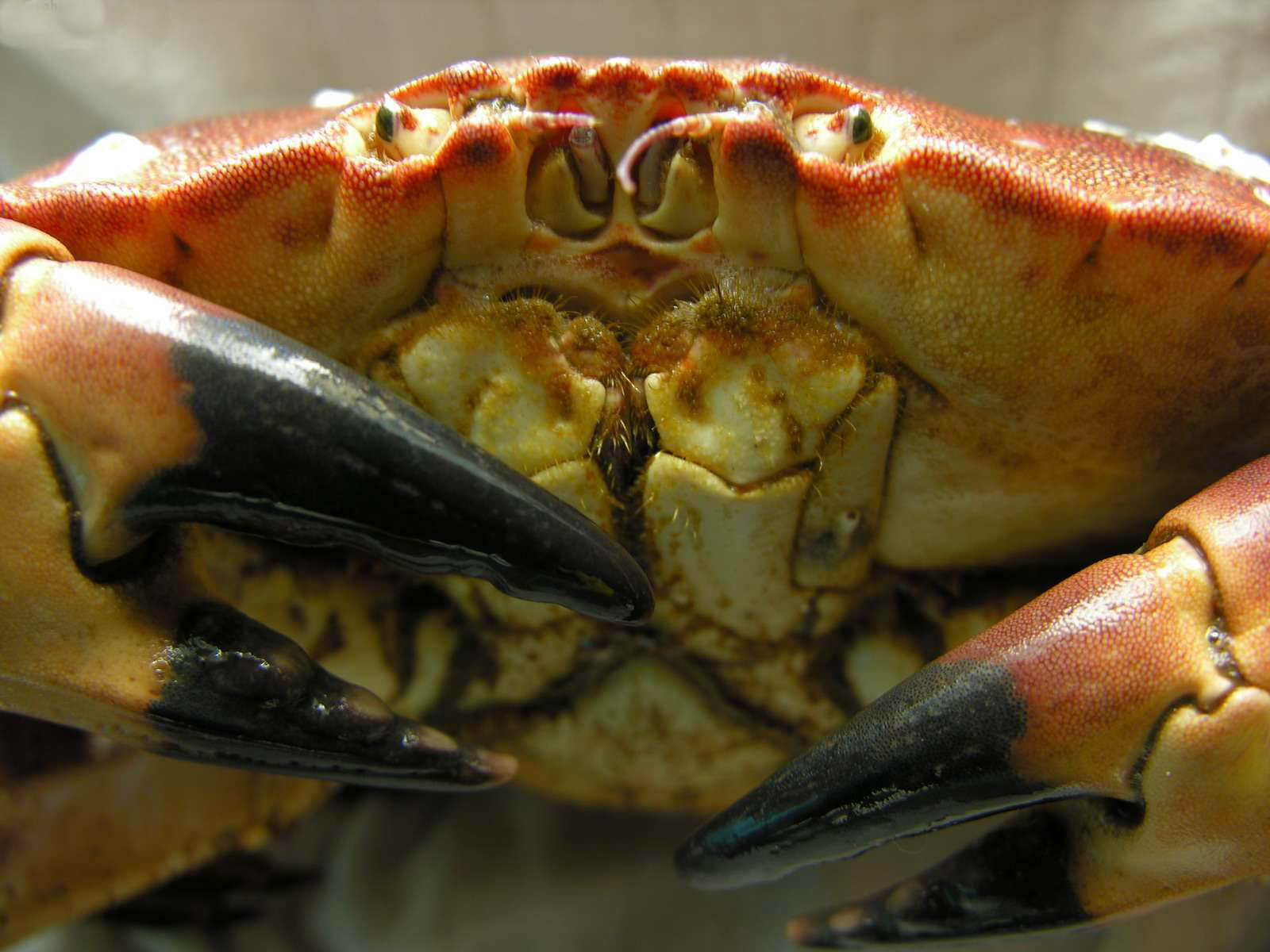
Les chélipèdes du crabe dormeur portent une griffe en forme de pince dont le dernier article est constitué de deux doigts munis sur leur bord interne de dents subaiguës assez inégales. Ce bord interne proximal broyeur (partie molaire) présente un fort degré de sclérotinisation et de mélanisation qui lui confèrent une dureté importante jouant un rôle mécanique majeur dans le broyage des proies. La dureté peut être renforcée par des biominéraux (Zn, Mn…) qui augmentent la résistance des dents à l'abrasion.

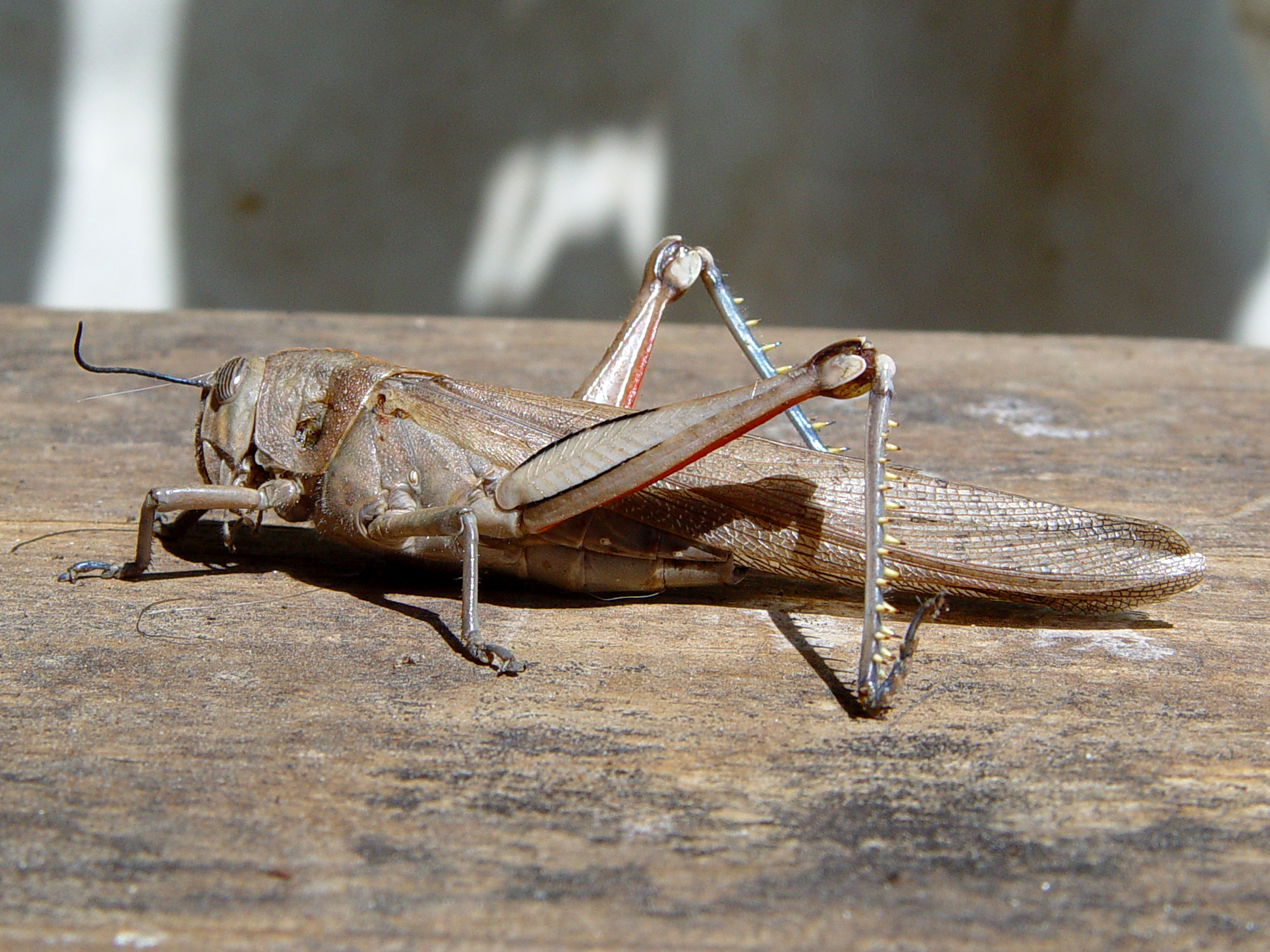
Les pattes postérieures du criquet pèlerin possèdent un fémur très développé contenant les longs muscles extenseurs du tibia, permettant à l'insecte de réaliser des saut de 70 cm dus à une extension du tibia dont l'articulation en forme de demi-lune, fortement sclérifiée, se charge d'absorber l'énergie importante restituée au moment du saut.

La sclérotinisation, appelée aussi sclérification, est un processus biochimique qui permet de protéger le corps mou d'animaux, principalement les arthropodes (crustacés, insectes). Peu après l'exuviation au cours de laquelle ils quittent leur ancienne cuticule qui se déchire en suivant des lignes de moindre résistance (endroit où la cuticule est moins sclérotinisée), leur nouveau tégument est induré par le tannage de protéines cuticulaires. La sclérotinisation et le brunissement de la cuticule transforme le pâle et mou nouveau tégument en un exosquelette foncé et rigide qui constitue la première barrière contre les pertes en eau, les agressions physiques et chimique du milieu extérieur.
Ce processus est très proche et lié au processus de mélanisation de l'endocuticule qui transforme un tégument blanchâtre en un tégument noir. La biosynthèse des sclérotines, des polymères bruns et des mélanines est en effet assurée par une voie métabolique commune à celle de la dopamine, des catécholamines, de la noradrénaline et de l'adrénaline. Les enzymes de type phénoloxydase (tyrosinases, laccases), décarboxylase, et isomérase interviennent au cours de la sclérotinisation (tannage de protéines par des dérivés quinoniques issus de la tyrosine), du brunissement et de la mélanisation de la cuticule (formation de polymères de tyrosine, respectivement bruns et noirs).

## Degré de sclérotinisation
Le degré de sclérotinisation, qui détermine le degré de rigidité, varie en fonction du stade de développement (la cuticule de la larve est flexible avant de se durcir au cours de la nymphose) et des régions du corps, différentes selon les espèces. Les quantités de matière sclérosante incorporées dans les différentes régions exosquelettiques varient de moins de 1 % à plus de 10 % du poids sec cuticulaire. Les quantités de sclérotine incorporées dans les différentes régions de l'exosquelette varient ainsi de moins de 1 % à plus de 10 % du poids sec de la cuticule.
Un faible degré de sclérotinisation donne un rôle premier à la chitine qui forme une cuticule résistante mais flexible. Par exemple la cuticule abdominale élastique des insectes hématophages leur permet de se distendre pour s’accommoder au volume des repas de sang. La distension de l'abdomen du criquet pèlerin peut atteindre trois fois sa taille au repos, pour pondre ses œufs profondément dans le sable.
Un fort degré de sclérotinisation confère à l'exocuticule une dureté et une résistance importante. Par exemple, les sclérites des scorpions ou les élytres des coléoptères ont des parois fortement sclérifiées. Les pièces buccales de nombreux arthropodes sont des appendices fortement sclérotinisés à caractère masticateur ou préhensile, traduisant une adaptation au régime alimentaire impliquant notamment le broyage de la nourriture.

## Voie métabolique

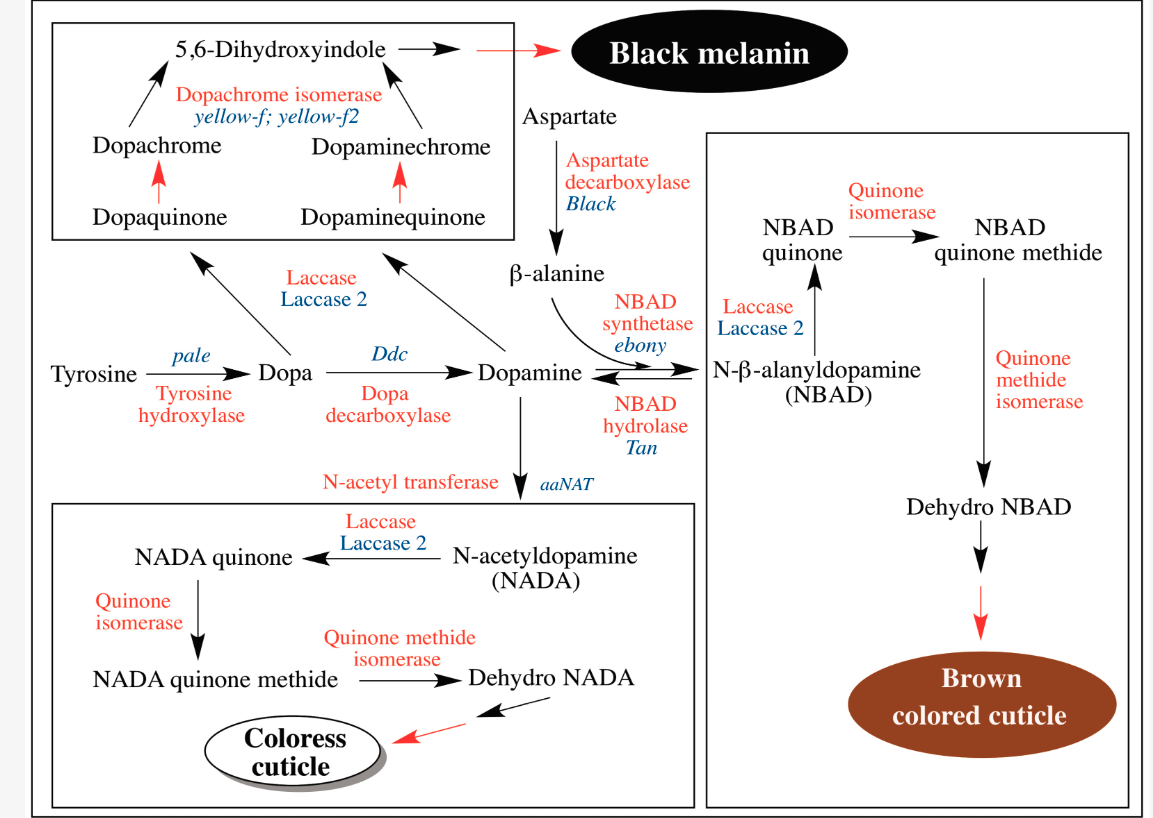
Schéma représentant la voie métabolique de la mélanogenèse et de la sclérotinisation. Chez de nombreux insectes, la sclérotinisation (en sur le schéma) est associée à une coloration de la cuticule, qui est soit due à la mélanine (voie de la mélanisation : en), soit due à des polymères colorés bruns (voie du brunissement : en) ou une combinaison des deux.

Jusqu'aux années 1950, le durcissement de la cuticule était attribué à une forte chitinisation de celle-ci. Depuis les travaux de Campbell et surtout de Pryor (en) en 1940,, le nouveau modèle scientifique qui fait consensus fait appel au tannage de protéines cuticulaires, les arthropodines (de), par des quinones tannantes. Le bursicon (en), hormone qui est sécrétée lors de la mue des arthropodes, contrôle le tannage de la cuticule, augmentant la chitinisation de la cuticule alaire (expansion des ailes) et la sclérotinisation de nombreuses parties du corps. Dans ce dernier cas, elle provoque, dans l'épiderme, une activation de la tyrosine hydroxylase, qui a pour conséquence d'augmenter la synthèse de la L-DOPA et de la dopamine (composés à structure ortho-diphénolique produits à partir d'un acide aminé aromatique, la tyrosine prélevée par l'épiderme dans l'hémolymphe) puis de la N-acétyldopamine (en) (abrégé en NADA) et de N-beta-alanyldopamine (abrégé en NBAD). L'oxydation de NADA produit des ortho-quinones. Ces dernières subissent différentes isomérisations puis se lient spontanément à des groupes nucléophiles libres de différentes protéines cuticulaires par réticulation. Le tannage de la cuticule est ainsi assuré par ces quinones (tannage quinonique) et des polyphénols qui forment des liaisons covalentes avec les protéines cuticulaires (matrice protéique d'arthropodines associée aux fibrilles de chitine, constituant un complexe glycoprotéique). Sclérotisées par ces composés tannants, les protéines deviennent des sclérotines imperméables à l'eau, donnant sa dureté à l'exosquelette et le rendant hydrophobe. L'exosquelette est ainsi une protection générique des insectes contre les pertes en eau et contribue à faire d'eux les premiers animaux à être sortis des eaux, alors que la fine cuticule branchiale des crustacés joue un rôle dans l'osmorégulation. Parallèlement, l'oxydation de NBAD produit des quinones impliquées dans la sclérotinisation et le brunissement de la cuticule,.